# Okres Jánoshalma
Okres Jánoshalma (maďarsky Jánoshalmi járás je okres v Maďarsku v župě Bács-Kiskun. Jeho správním centrem je město Jánoshalma.

## Sídla
V okrese se nachází celkem 5 měst a obcí.
Města
- Jánoshalma
- Mélykút

Obce
- Borota
- Kéleshalom
- Rém